# 么壽小浪花介
么壽小浪花介（学名：Cytherella yaoshou）为小浪花介科小浪花介屬下的一个种。